# 福安大白茶
福安大白茶，是一款福建茶树茶种、中国国家级茶树良种。

## 特点
福安大白茶原产福建省福安县穆阳乡上高山村，小乔木型大叶类早芽无性繁殖系茶树品种。其来源有两种说法，一种是林秀珠的祖父从野生茶中选出；另一种说是由松溪、政和、建阳一带引入，俗称“皇帝茶”，1973年改名为福安大白茶。其茶为小乔木型、中叶类，叶色深绿油亮。适合制作红茶、白茶，产量高。1970年，开始在福建、安徽、湖南、湖北、贵州、浙江、江西、江苏、四川等地引种。1985年，通过国家农作物品种审定委员会认定（编号GS13003-1985），为中国国家级茶树良种。